# Prix Ruth-Lyttle-Satter
Le prix Ruth-Lyttle-Satter est décerné tous les deux ans par l'American Mathematical Society à une femme, pour des travaux remarquables en mathématiques réalisés durant les six années écoulées. D'un montant de 5 000 $, il a été fondé en 1990 par Joan Birman en mémoire de sa sœur Ruth Lyttle Satter.

## Lauréates
- 2023 : Panagióta Daskalopoúlou et Nataša Šešum « pour leurs travaux novateurs dans l'étude des solutions antiques aux équations d'évolution géométrique »[1].
- 2021 : Kaisa Matomäki, "pour son travail (en grande partie en collaboration avec Maksym Radziwiłł) ouvrant le champ des fonctions multiplicatives à courts intervalles d'une manière complètement inattendue et très fructueuse..."[2].
- 2019 : Maryna Viazovska  « pour son travail novateur en géométrie discrète et sa solution spectaculaire au problème de l’empilement compact de sphères en dimension 8 »[3].
- 2017 : Laura DeMarco pour ses contributions aux domaines de la dynamique holomorphe, de la théorie du potentiel et de la dynamique arithmétique[4].
- 2015 : Hee Oh pour ses contributions fondamentales aux domaines des dynamiques sur des espaces homogènes, les sous-groupes discrets de groupes de Lie, et les applications à la théorie des nombres[5].
- 2013 : Maryam Mirzakhani pour ses contributions fondamentales à la théorie des espaces de modules des surfaces de Riemann[6]
- 2011 : Amie Wilkinson pour sa théorie ergodique des systèmes dynamiques partiellement hyperboliques[7]
- 2009 : Laure Saint-Raymond pour ses travaux fondamentaux sur les limites hydrodynamiques de l'équation de Boltzmann en théorie cinétique des gaz[8]
- 2007 : Claire Voisin pour ses contributions profondes en géométrie algébrique, en particulier pour sa résolution de deux problèmes restés longtemps ouverts : le problème de Kodaira[9] et la conjecture de Green (en)[10]
- 2005 : Svetlana Jitomirskaya pour son travail pionnier sur la localisation quasipériodique non perturbative[11]
- 2003 : Abigail Thompson pour son travail remarquable en topologie de dimension 3[12]
- 2001 : Karen E. Smith pour ses travaux remarquables en algèbre commutative et Sijue Wu pour son travail sur un problème ouvert depuis longtemps sur l'équation des vagues[13]
- 1999 : Bernadette Perrin-Riou pour ses recherches en théorie des nombres sur les fonctions L p-adiques et la théorie d'Iwasawa[14]
- 1997 : Ingrid Daubechies pour ses travaux sur les ondelettes et leurs applications[15]
- 1995 : Sun-Yung Alice Chang pour ses contributions profondes à l'étude des EDP sur des variétés riemanniennes, en particulier pour ses travaux sur des problèmes extrémaux en géométrie spectrale et la compacité des métriques isospectrales (en) dans une classe conforme fixée sur une 3-variété compacte[16]
- 1993 : Lai-Sang Young pour son rôle de leader dans la recherche sur les propriétés statistiques ou ergodiques des systèmes dynamiques
- 1991 : Dusa McDuff pour ses travaux remarquables en géométrie symplectique